# Оцінка рівнів відборів і компонентовилучення із пластів
Оцінка рівнів відборів і компонентовилучення із пластів — у нафто- та газовидобуванні — встановлення видобувних можливостей пласта-колектора в часі і приблизних значин коефіцієнтів компонентовилучення із пласта.

## Опис
У процесі розробки родовища природного газу в міру росту накопиченого відбору газу дебіт свердловин знижується. Якщо за даними дослідження кернового матеріалу відомо коефіцієнти пористості mі, проникності ki і водонасиченості sві окремих n пропластків товщиною hi усієї газоносної товщі, то можна побудувати графік залежності логарифма відносного (до початкового) дебіту
свердловини від відносного (до запасів) накопиченого відбору з пласта.
Рівень річного відбору газу з родовища розраховують
у кожному конкретному випадку на початковій стадії його
освоєння, тобто на стадії створення проекту дослідно-промислової експлуатації (ДПЕ) і складання техніко-економічного
обґрунтування видобування газу. Далі в міру накопичення
інформації за результатами ДПЕ рівні річного відбору газу з
родовища уточнюються в проектах і аналізах розробки родовища.
Як правило, рівні річного відбору газу з родовищ становлять 2-4 % від видобувних запасів, по окремих родовищах-
регуляторах рівень річного відбору газу з родовищ сягає 10 %, а в деяких випадках і більше.
У процесі експлуатації і оцінки видобувних можливостей
родовищ велике значення має інформація про газо- і конденсатовилучення із пластів. Коефіцієнт К об'ємного компонентовилучення — відношення об'єму Qвид видобутого з пласта
компонента до його геологічних запасів Qз. Розрізняють кінцевий (закінчення експлуатації) і поточний (в деякий момент
експлуатації) коефіцієнти компонентовилучення.
З практики експлуатації родовищ випливає, що при режимі
природного виснаження кінцевий коефіцієнт газовилучення
становить 85-95 %, в той час як кінцевий коефіцієнт конденсатовилучення — 30-60 %, а за сприятливих факторів — до 75 %.
Основні фактори, які впливають на коефіцієнт газовилучення і режим експлуатації родовища: середньозважений за
об'ємом порового простору пласта тиск; площова і за розрізом пласта неоднорідність літологічного складу і фаціальна
мінливість порід пласта; тип родовища (пластове, масивне);
темп відбирання газу; охоплення пласта витісненням (при
природному або примусовому діянні на пласт); розміщення
свердловин на структурі і площі газоносності; стан розкриття
пласта свердловиною і конструкція свердловини; види робіт з інтенсифікації роботи свердловин.
Коефіцієнт конденсатовилучення Kк.вис при розробці газоконденсатного покладу в режимі природного виснаження за
Ωп = const може бути розрахований у випадку наявності експериментальних даних pVT з диференціальної конденсації
пластових флюїдів. Вплив пористого середовища на коефіцієнт конденсатовилучення в цьому випадку розраховують за
виразом:
Kк = Kк.вис − 27,8 · 10−4F1/2,
де F — питома поверхня пористого середовища, см2/см3.